# Munna crozetensis
Munna crozetensis là một loài chân đều trong họ Munnidae. Loài này được Kussakin & Vasina miêu tả khoa học năm 1982.